# Pure FM
pure fm ist ein privater Hörfunkprogramm für elektronische Tanzmusik aus Frankfurt (Oder).
Veranstalter war die pure Medien Network pMN GmbH, an der die Geschäftsführer Matthias Kayales und Steve Raschke zu gleichen Teilen (jeweils 39 %) sowie Alain Rappsilber mit 21 % beteiligt waren.
Mit einem eigenen Ü-Wagen sendete pure fm regelmäßig aus Klubs, von Veranstaltungen und Festivals.
Die heutige Veranstalterin ist die eagle Broadcast Brandenburg GmbH mit Sitz in Frankfurt (Oder), an der die geschäftsführenden Gesellschafter Matthias Kayales und Steve Raschke mit jeweils 24,5 % beteiligt sind. Eine Mehrheitsbeteiligung von 51 % hält seit dem 18. Dezember 2019 der in Frankfurt (Oder) niedergelassene Rechtsanwalt Stephan Hoff.

## Sendestudio
Pure FM sendet aus der Bar Loge 8 am Brunenplatz in Frankfurt/Oder. Dort wird auch das Format City–Talk produziert.

## Geschichte
pure fm startete am 21. November 2012 im Berliner DAB-Mux 7B, den er nach nur wenigen Monaten wieder verließ. Im Oktober 2013 kündigte die Bayerische Landeszentrale für neue Medien (BLM) an, dass Pure FM über DAB+ in Bayern ausgestrahlt werde. Der Sender wurde vom 6. bis 8. Mai 2014 schrittweise aufgeschaltet. Seit dem 11. Juli 2014 sendet Pure FM auch wieder in Berlin erneut über denselben DAB+-Mux. Am 4. Juni 2015 hat die Medienanstalt Hamburg/Schleswig-Holstein (MA HSH) dem dritten Regionalprogramm von Pure FM die Zulassung in der Hansestadt erteilt. Gestartet ist Pure FM in Hamburg am 1. August 2015 und über UKW in Frankfurt (Oder) am 18. August 2017.
Mit Jahresbeginn 2018 wurde Pure FM bis zum 9. Januar auf allen DAB-Sendeplätzen vorübergehend abgeschaltet. Die Hintergründe dazu blieben unklar. Am 21. März 2018 wurde Pure FM auf den bayerischen DAB-Sendeplätzen endgültig abgeschaltet. Der Netzbetreiber Bayerische Medientechnik (bmt) begründete dies mit der Nichterfüllung von Vertragsbedingungen.
2019 ging die Betreibergesellschaft insolvent. Nach Presseberichten hat das Amtsgericht Frankfurt (Oder) am 11. April 2019 die vorläufige Verwaltung des Vermögens der pure Medien Network pMN GmbH angeordnet und eine vorläufige Insolvenzverwalterin bestellt, am 29. Mai 2019 wurde das Insolvenzverfahren eröffnet. Der Sendebetrieb ging indes über die neue Inhalteanbieterin eagle Broadcast Brandenburg GmbH weiter. Jedoch mussten die UKW- und DAB+-Lizenzen zum 30. Juni 2019 zurückgegeben werden. Nachdem die Frequenzen für Frankfurt (Oder) 98,0 MHz und Brandenburg an der Havel 105,8 MHz (wurde nie aufgeschaltet) infolgedessen neu zur Ausschreibung kamen, wurden die Anträge der neuen Inhalteanbieterin eagle Broadcast Brandenburg GmbH abgelehnt. Die Medienanstalt begründete diese Entscheidung unter anderem mit den Erkenntnissen aus dem Insolvenzverfahren über das Vermögen der ehemaligen Inhalteanbieterin pure Medien Network pMN GmbH. Nach längerer Duldungsphase ohne medienrechtlicher Zulassung erteilte die MABB der neuen Anbietergesellschaft am 3. November 2020 eine Sendelizenz im DAB+-Ensemble Berlin auf Kanal 7B.
Darüber hinaus kam es parallel zur Neuausschreibung der DAB+-Kapazität in Berlin. Die eagle Broadcast Brandenburg GmbH hat ihren Antrag für das Programm pure fm jedoch noch vor der Entscheidung über den Antrag zurückgenommen.
Der UKW-Sendebetrieb in Frankfurt (Oder) auf 98,0 MHz, der nur noch bis zur Aufschaltung von 104,6 RTL, an die die Lizenz verloren gegangen ist, geduldet wurde hat man am 31. Dezember 2019 nach dem Wortlaut der eigenen Pressemitteilung des Senders vorübergehend beendet, weil die vorläufige Frequenzzuteilung des Sendenetzbetreibers Funkhaus Oderturm GmbH am Jahresende 2019 abgelaufen sei.
Momentan ist das Programm von pure fm nur noch über DAB+ in Berlin, im Kabelnetz von Frankfurt (Oder) und im Internet zu empfangen. Im Jahre 2019 wurde fast ausschließlich das Frankfurter Programm über den Berliner DAB+-Multiplex verbreitet. Die DAB+-Verbreitung in Bayern und Hamburg wurde zwischenzeitlich eingestellt.
Die Staatsanwaltschaft Frankfurt (Oder) prüft unterdessen, ob im Zusammenhang mit der Insolvenz der pure Medien Network pMN GmbH Insolvenzstraftaten begangen wurden. Das Amtsgericht Frankfurt (Oder) hat das entsprechende Verfahren am 15. Juni 2022 eingestellt.

## Programm und programmbegleitende Dienste
Pure FM (Eigenschreibweise: pure fm) versteht sich als Regionalprogramm und spielt nahezu alle Arten der elektronischen Musik von Deep House bis hin zu kommerziellen Dance-Aufnahmen. Dazu gibt es Liveübertragungen aus Klubs, Veranstaltungen und Festivals. Das Wortprogramm enthält wie auch die Homepage Informationen zur Klubszene. Zu allen DABplus-Regionalprogrammen in Berlin und Hamburg strahlt Pure FM die MOT-Slideshow aus, über die aktuelle Musikcover, Nachrichten, Livebilder von Veranstaltungen und Werbetafeln angezeigt werden. Alle vier Programme fuhren, so lange sie produziert wurden, ein eigenständiges Programm mit regionalen Nachrichten, Beiträgen, Wetter, Tipps und regionalisierter Werbung.

## Verbreitung
Das Programm wird vom Berliner Fernsehturm mit 10 kW im DAB+-Mux 7B mit 72 kbps für Berlin ausgestrahlt.
Außerdem werden alle vier Regionalversionen des Programms über die Streaming-Plattformen radio.de und tunein.com verbreitet, darunter vorerst auch die bayerische Version als Webradio.